# Église de la Providence de Ribeauvillé
Pour les articles homonymes, voir Église de la Providence.
L'église de la Providence est un monument historique situé à Ribeauvillé, dans le département français du Haut-Rhin.

## Localisation
Ce bâtiment est situé place de l'Hôtel-de-ville et au 3, rue de l'Abbé-Kremp à Ribeauvillé.

## Historique
L'édifice fait l'objet d'une inscription au titre des monuments historiques depuis 1932.

## Architecture

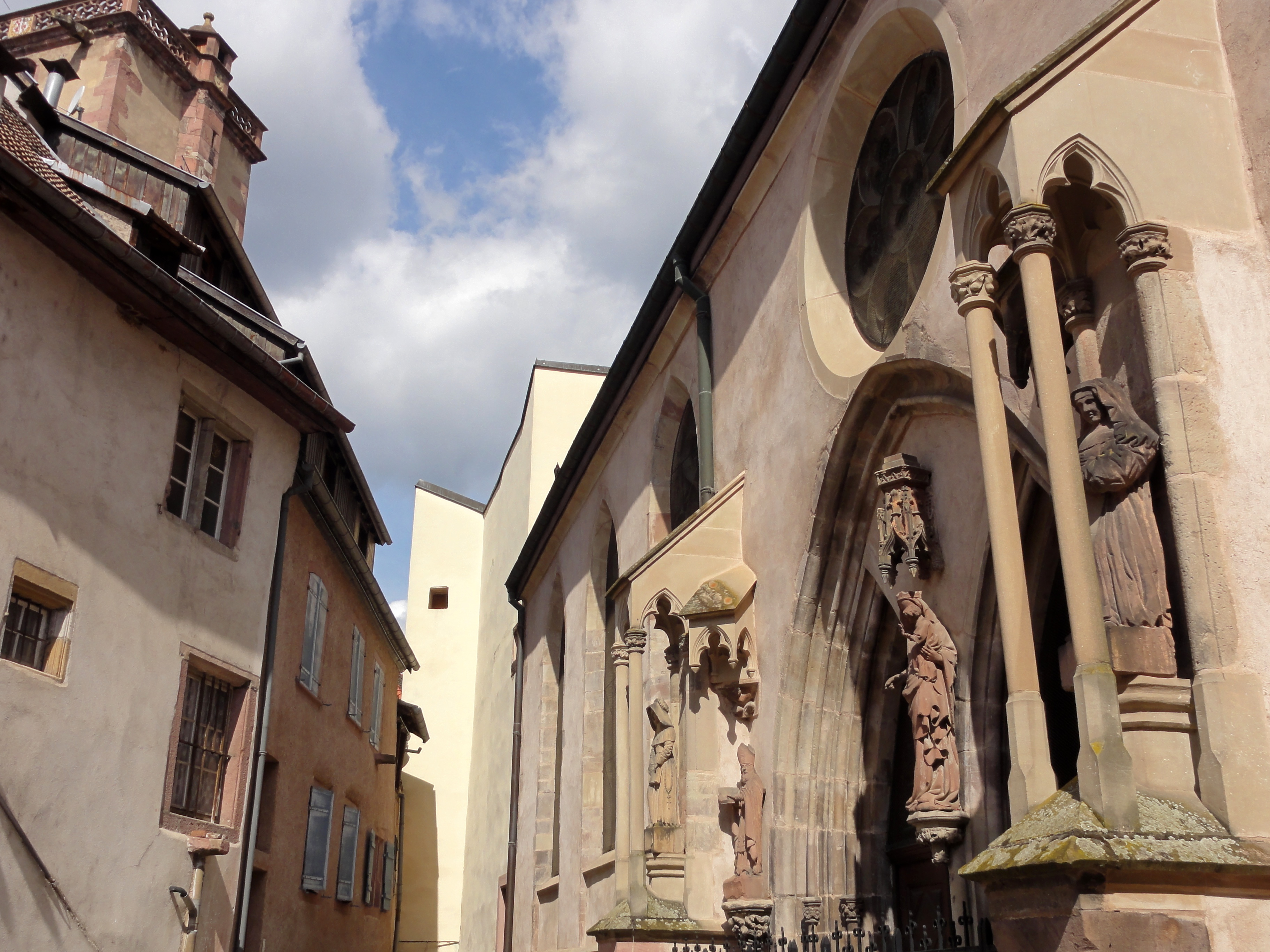
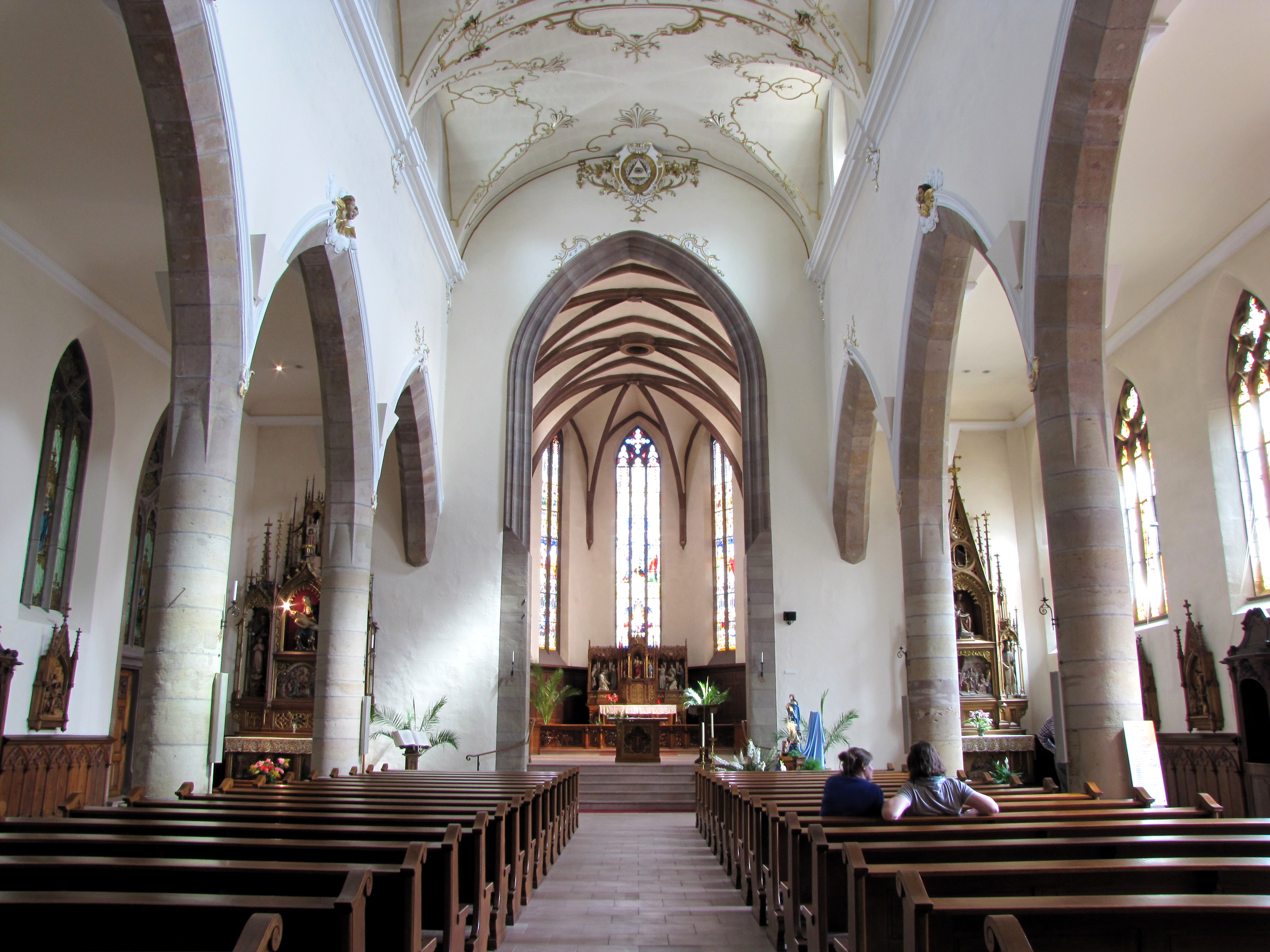
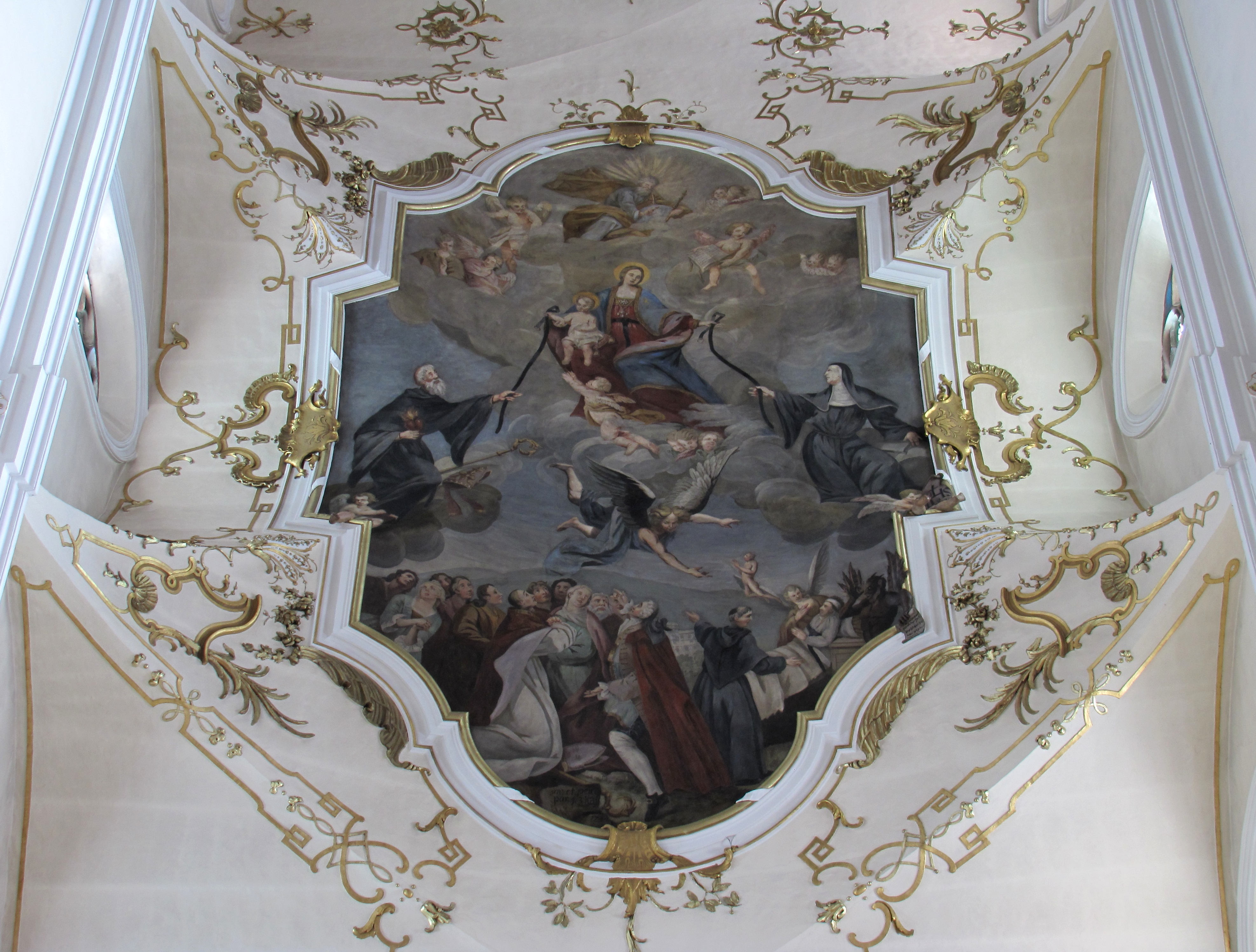
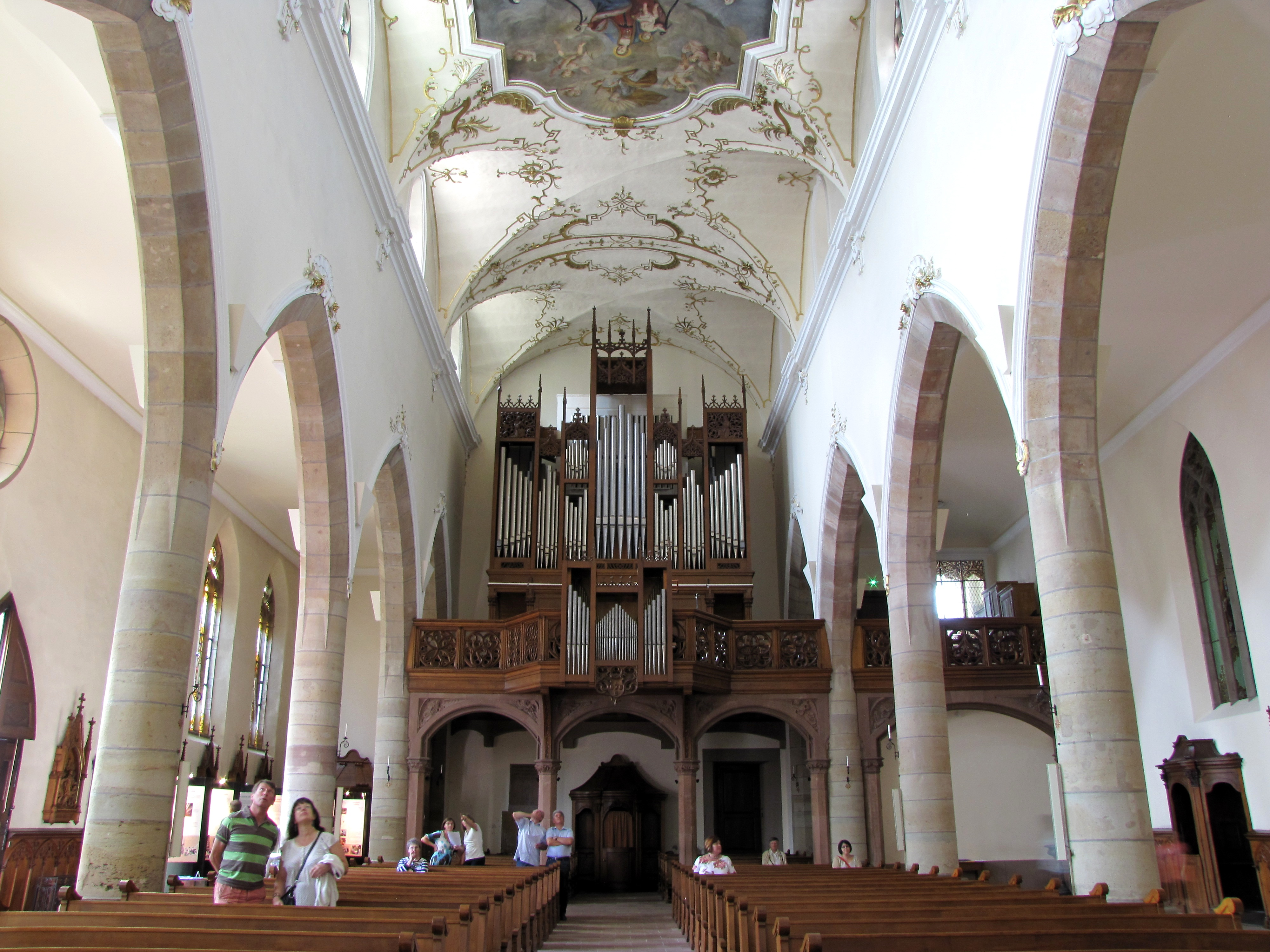
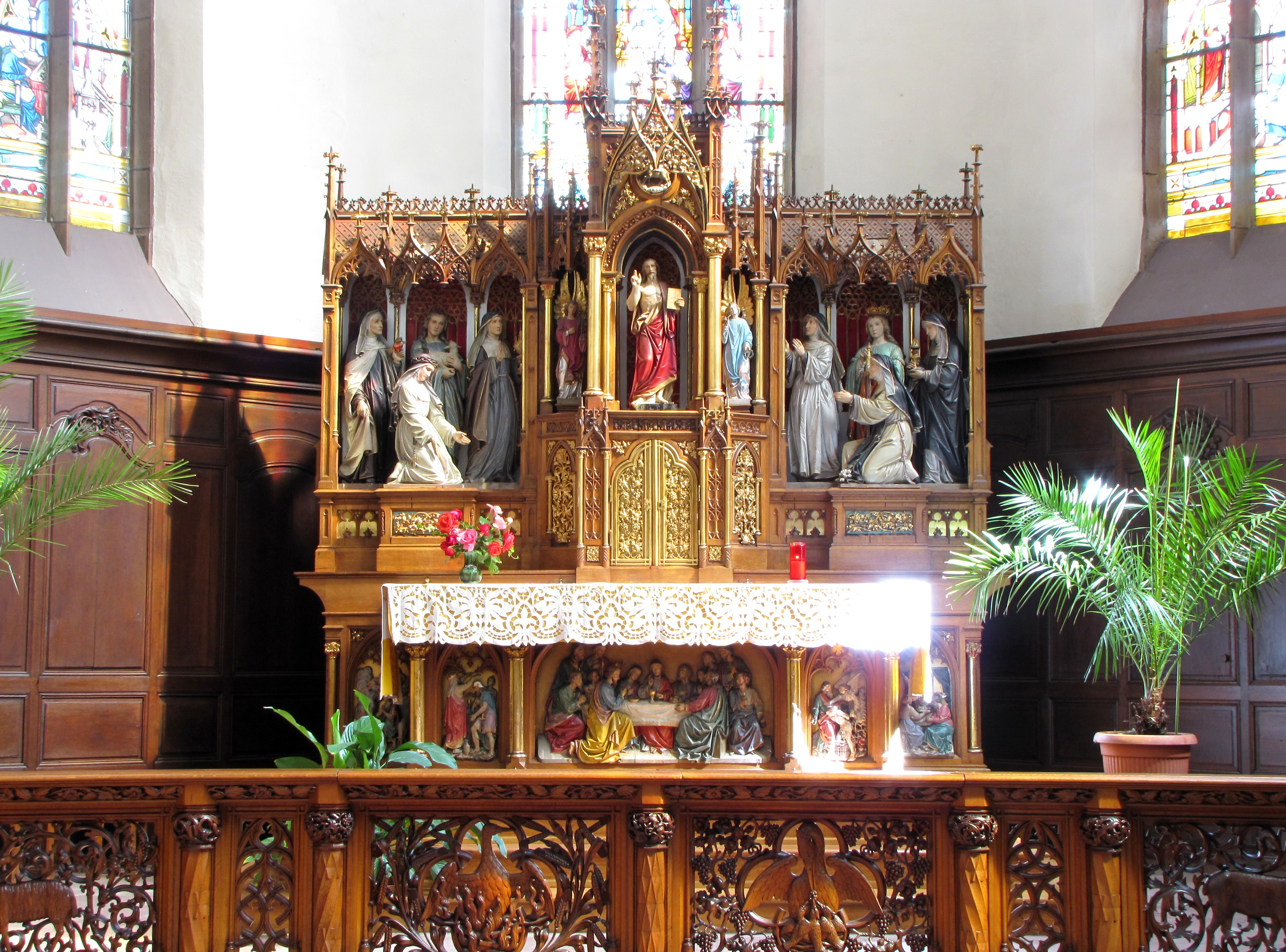
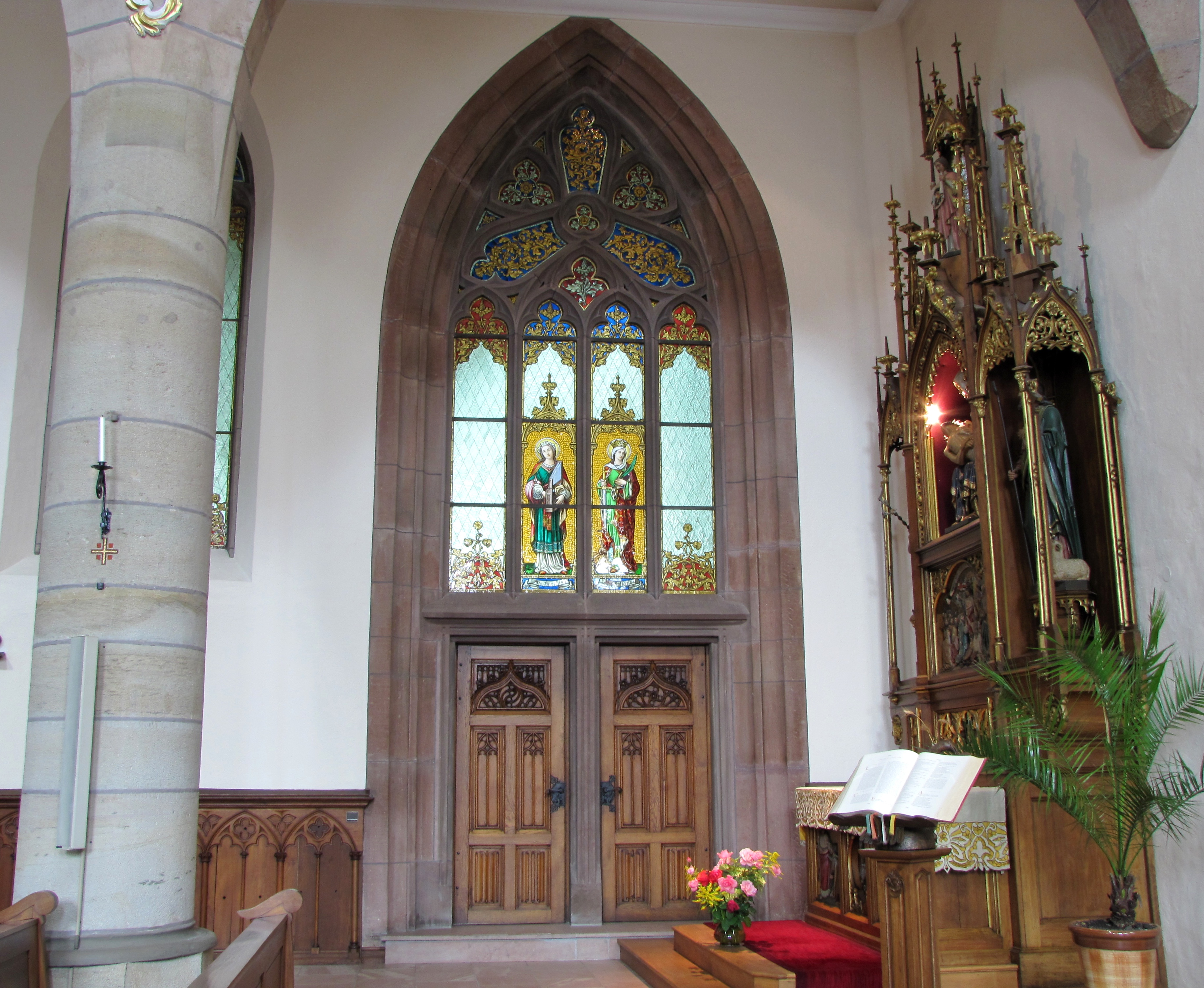